# Winston Groom
Pour les articles homonymes, voir Groom.
Winston Francis Groom, né le 23 mars 1943 à Washington et mort le 17 septembre 2020 à Fairhope (Alabama), est un écrivain et historien américain. 
Il est connu pour son livre Forrest Gump adapté avec succès au cinéma.

## Biographie
Winston Groom est né à Washington et grandit à Mobile (Alabama) où il fréquente une école militaire, la Wright Preparatory School. En premier lieu, l'ambition de Winston Groom est de devenir avocat comme son père. À l'université, il devient éditeur littéraire et choisit de devenir écrivain. Winston Groom fréquente l'université d'Alabama. Il est membre de la fraternité Delta Tau Delta et officier de réserve dans la Reserve Officers Training Corps. Il est diplômé en 1965. Il sert dans l'armée de 1965 à 1969, y compris une période de service au Vietnam.
À son retour du Vietnam, il travaille comme journaliste pour le Washington Star, un journal de Washington spécialisé dans les affaires judiciaires et policières. Winston Groom prend sa retraite en tant que journaliste à l'âge de 32 ans, et commence à écrire son premier roman, Tu connaîtras des jours meilleurs (Better Times than this), qui est publié en 1978. Ce roman raconte l'histoire d'un groupe de soldats patriotes de la guerre du Vietnam dont à la fois la vie et le patriotisme sont brisés. Son roman suivant, As Summers Die (1980), reçoit un meilleur accueil. Son livre Conversation avec l'ennemi (Conversations with the Enemy) (1982) fait le récit du soldat américain Robert Garwood pendant la guerre du Vietnam qui s'échappe d'un camp de prisonniers de guerre,  prend un avion pour rentrer aux États-Unis et se fait arrêter quatorze ans plus tard pour désertion. Conversation avec l'ennemi est finaliste pour le Prix Pulitzer en 1983.
En 1985, Winston Groom retourne à Mobile, en Alabama, où il commence à travailler sur le roman et le personnage de Forrest Gump. Forrest Gump est publié en 1986, mais il n'a pas fait de Groom un auteur de best-seller jusqu'à son adaptation au cinéma dans Forrest Gump avec Tom Hanks dans le rôle-titre de Forrest Gump. Le film propulse le roman au rang de best-seller et 1,7 million d'exemplaires sont vendus à travers le monde.
Winston Groom consacre son temps à écrire des livres d'histoire sur les guerres américaines. Il a vécu à Point Clear (Alabama) et à Long Island (État de New York avec sa femme, Anne-Clinton et sa fille, Caroline. Winston Groom était un vieil ami de l'écrivain Willie Morris depuis leur séjour commun à Bridgehampton, Long Island, New York.
Winston Groom est également impliqué dans un procès très médiatisé avec le studio en ce qui concerne son pourcentage des bénéfices du film Forrest Gump. Il devait recevoir une partie du revenu net (plutôt que le revenu brut), mais le studio a fait valoir que le film avait perdu de l'argent en raison d'autres coûts (les frais de distribution, les frais généraux, atelier). Winston Groom a gagné le procès[réf. nécessaire].
En novembre 2011, Winston Groom présente son dernier livre, Kearny’s March, où il relate l'épopée de l'Ouest américain en 1846-1847. Il décrit la façon dont le départ de Kearny vers l'ouest coïncide avec les désirs expansionnistes du président des États-Unis James K. Polk. Se déroulant en été 1846, le contexte en est l'annexion du Texas, la guerre américano-mexicaine et les prémices de la guerre de Sécession. Tout comme dans l'adaptation cinématographique de Forrest Gump, Gump se retrouve aux côtés du jeune Elvis Presley, du président John F. Kennedy, et du président Richard Nixon, Winston Groom introduit dans Kearny’s March Kit Carson, Brigham Young et ses mormons, et les membres de l'expédition Donner.
Il meurt le 17 septembre 2020 à l'âge de 77 ans.

## Œuvres

### Romans
- Tu connaîtras des jours meilleurs ((en) Better Times Than These, 1978)
- (en) As Summers Die, 1980
- (en) Only, 1984
- Forrest Gump ((en) Forrest Gump, 1986)
- (en) Gone the Sun, 1988
- Gump & Cie ((en) Gump and Co., 1995)
- (en) Such a Pretty, Pretty Girl, 1998
- (en) Kearny's March : The Epic Creation of the American West, 1846-1847, 2011, 310 p. (ISBN 978-0-307-27096-2)
- (en) El Paso, 2016

### Récit
- Conversation avec l'ennemi ((en) Conversations with the Ennemy, 1982)Écrit avec Duncan Spencer.

### Adaptation au cinéma
- 1994 : Forrest Gump par Robert Zemeckis.